# شنة أرغنية
شنة أرغنية (الاسم العلمي: Channa argus) (بالإنجليزية: Snakehead)‏ هي نوع من الأسماك تتبع جنس الشنة من فصيلة الشنات.